# Массу, Николас
Николас Алехандро Массу Фрид (исп. Nicolás Alejandro Massú Fried; родился 10 октября 1979 года в Винья-дель-Маре, Чили) — чилийский теннисист и теннисный тренер, один из двух олимпийских чемпионов в истории Чили. Двукратный олимпийский чемпион 2004 года в одиночном и парном разрядах; бывшая девятая ракетка мира в одиночном разряде; победитель семи турниров ATP (шесть — в одиночном разряде); двукратный победитель командного чемпионата мира по теннису (2003 и 2004) в составе сборной Чили.
После окончания карьеры некоторое время был тренером австрийского теннисиста Доминика Тима.

## Общая информация
Имеет еврейские корни. Отец Николаса — Мануэль родом из Палестины, по профессии инженер. Мать — Соня — домохозяйка, родом из Венгрии. Николас начал играть в теннис в пять лет со старшим братом Хорхе. У них в семье есть также младший брат — Стефано. Его первым тренером стал его дед, уроженец Венгрии Ладислао Фрид. Позднее юноша обучался в теннисных академиях в Чили и США.

## Спортивная карьера
Начало карьеры.
На юниорском уровне Массу выиграл в 1997 году турниры юношеских пар на Уимблдоне (с перуанцем Луисом Орной) и Открытом чемпионате США (со своим соотечественником Фернандо Гонсалесом), а также юниорский чемпионат мира, тоже в парном разряде, и престижный юношеский турнир Orange Bowl в одиночном разряде. В юниорском рейтинге он поднимался максимально на 5-ю позицию.
Ещё в 1996 году в возрасте 16 лет Массу дебютировал в зональном отборе Кубка Дэвиса в составе сборной Чили. В ноябре 1997 года у себя на родине на турнире в Сантьяго Николас сыграл первый матч в ATP-туре. В 1998 году чилиец провёл свой первый полный сезон в ранге профессионала и выиграл первые титулы на турнирах серий «фьючерс» и «челленджер». В ноябре 1999 года он впервые поднялся в Топ-100 мирового одиночного рейтинга. В мае 2000 года Массу вышел в свой первый финал турнира АТР-тура — на грунтовых соревнованиях в Орландо. В конце мая он дебютировал в основной сетке взрослого турнира серии Большого шлема, сыграв на Открытом чемпионате Франции. В сентябре Николас выступил на Олимпиаде в Сиднее и удостоился там высокой чести в отсутствие Марсело Риоса его избирают знаменосцем команды Чили на церемонии открытия Олимпиады. Сам же турнир закончился для Массу во втором раунде, где он уступил Хуану Карлосу Ферреро.
На старте сезона 2001 года Массу добрался до финала турнира в Аделаиде, впервые обыграв для этого теннисиста из Топ-10 (прошёл в полуфинале № 10 на тот момент Тима Хенмена). На Уимблдонском турнире чилиец достиг третьего раунда. Помимо основных соревнований, в том сезоне Массу, еврей по происхождению, представил Чили на Маккабиаде. В феврале 2002 года он вышел в полуфинал турнира в Винья-дель-Маре, а в затем выиграл свой первый турнир АТР в Буэнос-Айресе, победив в финале местного теннисиста Агустина Кальери — 2-6, 7-6(5), 6-2.
В мае 2003 года Массу вместе с командой Чили (в которой также сыграли Риос, Гонсалес и Орасио де ла Пенья) выиграл неофициальный Командный кубок мира. Следующий титул Массу выиграл в июле 2003 года на турнире Амерсфорте. В решающем матче он переиграл Рамона Слёйтера со счётом 6-4, 7-6(3), 6-2. Через неделю после этого Николас вышел в финал турнира в Кицбюэле. В сентябре он вышел в ещё один финал на турнире в Бухаресте, а также выиграл второй в сезоне и тритий за карьеру титул ATP, завоевав его на турнире в Палермо. В матче за главный приз Николас переиграл Поля-Анри Матьё — 1-6, 6-2, 7-6(0). В октябре 2003 года чилиец отлично выступил на турнире серии Мастерс в Мадриде. На стадии третьего раунда он смог обыграть № 2 в мире Энди Роддика (7-6(3), 6-2). Затем, победив Хуана Игнасио Челу и Юнеса эль-Айнауи, он достиг первого и единственного в карьере финала серии Мастерс. В решающем матче Массу проиграл Хуану Карлосу Ферреро — 3-6, 4-6, 3-6. Это выступление позволило Николасу войти в Топ-20 мирового рейтинга, заняв 13-ю строчку, а по итогам сезона поднявшись на 12-ю.
2004-08. Триумф на Олимпиаде.
Лучшим результатом на турнирах в первой половине 2004 года для Массу стал четвертьфинал Мастерса в Риме, а также вторая подряд с командой Чили на неофициальном Командном кубке мира. В июле он вышел в полуфинал на грунте в Амерсфорте, а за ним смог стать победителем турнира в Кицбюэле, переиграв в финале аргентинца Гастона Гаудио — 7-6(3), 6-4. В августе он сотворил своё главное спортивное достижение в карьере. На Олимпиаде в Афинах Массу, занимающий 14-е место в рейтинге АТР и 68-е место среди спортсменов, выступающих в парах, неожиданно выигрывает золотые медали и в одиночном, и в парном разряде (в парах снова вместе с Гонсалесом, причём в парном разряде афинская Олимпиада стала первым и последним выигранным Массу турниром). На пути к олимпийскому «золоту» Массу обыгрывает четвёртую ракетку мира в одиночном разряде Карлоса Мойю, а также братьев Боба и Майка Брайанов, посеянных под первым номером в турнире пар. Он принёс для Чили первое в истории страны Олимпийское золото.
История выступления Массу на Олимпийском турнире 2004 года
| Стадия  | Соперник (посев) | Рейтинг | Счёт                |
| 1 раунд | Густаво Куэртен  | 20      | 6-3 5-7 6-4         |
| 2 раунд | Винсент Спейди   | 23      | 7-6(3) 6-2          |
| 3 раунд | Игорь Андреев    | 52      | 6-3 6-7(4) 6-4      |
| 1/4     | Карлос Мойя (3)  | 4       | 6-2 7-5             |
| 1/2     | Тейлор Дент      | 28      | 7-6(5) 6-1          |
| Финал   | Марди Фиш        | 35      | 6-3 3-6 2-6 6-3 6-4 |

| Стадия  | Соперники (посев)                | Рейтинг | Счёт                   |
| 1 раунд | Марк Мерклейн Марк Ноулз         | 7 / 59  | 7-5 6-4                |
| 2 раунд | Мартин Родригес Гастон Этлис (6) | 20 / 16 | 6-3 7-6(2)             |
| 1/4     | Боб Брайан Майк Брайан (1)       | 3 / 3   | 7-5 6-4                |
| 1/2     | Марио Анчич Иван Любичич         | 74 / 99 | 7-5 4-6 6-4            |
| Финал   | Николас Кифер Райнер Шуттлер     | 71 / 56 | 6-2 4-6 3-6 7-6(7) 6-4 |

В сентябре 2004 года Массу две недели находился в Топ-10 Мирового рейтинга, достигнув наивысшей для себя — 9-й позиции. Лучшим результатом в осеней части сезона для него стал полуфинал в Базеле. Сезон он завершил на 19-м месте.
На Открытом чемпионате Франции 2005 года Массу добился наивысшего результата на Больших шлемах в парном разряде, пройдя в полуфинал в альянсе с Фернандо Гонсалесом. В июле он вышел в полуфинал турнира в Гштаде и Кицбюэле. На Открытом чемпионате США Массу в этом сезоне сделал лучший результат для себя на этом турнире, доиграв до четвёртого раунда. В начале февраля 2006 года чилиец вышел в финал на домашнем турнире в Винья-дель-Маре, но проиграл в нём Хосе Акасусо. В том же месяце он шестой и последний в карьере одиночный титул ATP-тура. Массу стал чемпионом в Коста-ду-Сауипе, где в финале он переиграл Альберто Мартина — 6-3, 6-4. Ещё один финал Массу сыграл в апреле в Касабланке, но проиграл в нём итальянцу Даниэле Браччали. В июле он попал в финал на турнире в Амерсфорте, в котором Николаса победил 19-летний Новак Джокович.
В феврале 2007 года Массу вышел второй год подряд в финал турнира в Винья-дель-Маре, но вновь проиграл — на этот раз Луису Орна. В январе 2008 года Массу не слишком удачно начал сезон. Например, в Винья-дель-Маре, где он два года до этого играл в финале, проиграл Серхио Ройтману в первом раунде. В июле Массу опустился на 138 строчку рейтинга — наихудшую с ноября 1999 года. В сезоне он выиграл два «челленджера», а также играл ещё в двух финалах турниров этой же категории. На Олимпиаду 2008 года в Пекине Массу, занимавший место за пределами первой сотни мирового рейтинга, получил персональное приглашение, но проиграл во втором раунде Давиду Налбандяну, а в турнире пар он со своим партнёром Гонсалесом уступил на старте российской паре Турсунов—Южный.
Завершение карьеры.
Массу начал 2009 год с серии из пяти подряд поражений, включая матч Кубка Дэвиса против Хорватии в марте. Прервать серию поражений удалось на турнире серии «Мастерс» в Индиан Уэллс, где в первом круге чилиец обыграл аргентинца Эдуардо Шванка. В дальнейшем он выиграл один «челленджер» и ещё в одном сыграл в финале. В начале 2010 года, после финала очередного «челленджера», он вернулся в сотню сильнейших теннисистов мира, а в марте помог сборной выйти в четвертьфинал Кубка Дэвиса. В дальнейшем, однако, сезон у него не сложился: с середины мая ни в одном турнире, включая «челленджеры», ему не удалось выиграть больше одного матча. Полоса неудачных выступлений продолжилась и на следующий год, по ходу которого Массу опустился в рейтинге в пятую сотню, а в 2012 году — в восьмую. В августе 2013 года Массу официально объявил об окончании игровой карьеры.
Выступления в Кубке Дэвиса.
Массу продолжал выступать за сборную Чили в Кубке Дэвиса вплоть до 2011 года. С 1996 по 2011 год он провёл за сборную 56 игр, в одиночном разряде одержав 22 победы при 12 поражениях, а в парах выиграв 10 матчей и проиграв 12. Наивысшим достижением сборной Чили за это время был выход в четвертьфинал Мировой группы в 2006 году после победы над командой Словакии (в этом матче Массу выиграл обе своих игры: в одиночном зачёте против Доминика Хрбаты и в паре) и в 2010 году после победы над сборной Израиля (где Массу обыграл Дуди Селу).

## Рейтинг на конец года
| Год  | Одиночный рейтинг | Парный рейтинг |
| 2013 | 876               | 937            |
| 2012 | 618               |                |
| 2011 | 450               | 376            |
| 2010 | 186               | 342            |
| 2009 | 112               | 490            |
| 2008 | 77                | 221            |
| 2007 | 78                | 257            |
| 2006 | 44                | 139            |
| 2005 | 65                | 58             |
| 2004 | 19                | 36             |
| 2003 | 12                | 291            |
| 2002 | 56                | 389            |
| 2001 | 80                | 1236           |
| 2000 | 87                | 243            |
| 1999 | 97                | 356            |
| 1998 | 188               | 319            |
| 1997 | 583               | 470            |
| 1996 | 882               |                |
| 1995 | 845               | 1133           |

По данным официального сайта ATP на последнюю неделю года.

## Выступления на турнирах

### Финалы Олимпийских турниров в одиночном разряде (1)

#### Победы (1)
| №  | Год  | Турнир        | Покрытие | Соперник в финале | Счет                |
| 1. | 2004 | Афины, Греция | Хард     | Марди Фиш         | 6-3 3-6 2-6 6-3 6-4 |

### Финалы турнировATPв одиночном разряде (15)

#### Победы (6)
| Титулы                     |
| -------------------------- |
| Турниры Большого Шлема (0) |
| Кубок Мастерс (0)          |
| Олимпийские игры (1+1*)    |
| ATP Masters (0)            |
| ATP International Gold (1) |
| ATP International (4)      |

| Титулы по покрытиям | Титулы по месту проведения матчей турнира |
| ------------------- | ----------------------------------------- |
| Хард (1+1*)         | Зал (0)                                   |
| Грунт (5)           | Зал (0)                                   |
| Трава (0)           | Открытый воздух (6+1)                     |
| Ковёр (0)           | Открытый воздух (6+1)                     |

* количество побед в одиночном разряде + количество побед в парном разряде.
| №  | Дата             | Турнир                    | Покрытие | Соперник в финале | Счёт                |
| 1. | 18 февраля 2002  | Буэнос-Айрес, Аргентина   | Грунт    | Агустин Кальери   | 2-6 7-6(5) 6-2      |
| 2. | 14 июля 2003     | Амерсфорт, Нидерланды     | Грунт    | Рамон Слёйтер     | 6-4 7-6(3) 6-2      |
| 3. | 22 сентября 2003 | Палермо, Италия           | Грунт    | Поль-Анри Матьё   | 1-6 6-2 7-6(0)      |
| 4. | 19 июля 2004     | Кицбюэль, Австрия         | Грунт    | Гастон Гаудио     | 7-6(3) 6-4          |
| 5. | 16 августа 2004  | Олимпиада                 | Хард     | Марди Фиш         | 6-3 3-6 2-6 6-3 6-4 |
| 6. | 26 февраля 2006  | Коста-ду-Сауипе, Бразилия | Грунт    | Альберто Мартин   | 6-3 6-4             |

#### Поражения (9)
| №  | Дата            | Турнир                   | Покрытие | Соперник в финале   | Счёт        |
| 1. | 1 мая 2000      | Орландо, США             | Грунт    | Фернандо Гонсалес   | 2-6 3-6     |
| 2. | 1 января 2001   | Аделаида, Австралия      | Хард     | Томми Хаас          | 3-6 1-6     |
| 3. | 21 июля 2003    | Кицбюэль, Австрия        | Грунт    | Гильермо Кориа      | 1-6 4-6 2-6 |
| 4. | 8 сентября 2003 | Бухарест, Румыния        | Грунт    | Давид Санчес        | 2-6 2-6     |
| 5. | 13 октября 2003 | Мадрид, Испания          | Хард(i)  | Хуан Карлос Ферреро | 3-6 4-6 3-6 |
| 6. | 30 января 2006  | Винья-дель-Мар, Чили     | Грунт    | Хосе Акасусо        | 4-6 3-6     |
| 7. | 24 апреля 2006  | Касабланка, Марокко      | Грунт    | Даниэле Браччали    | 1-6 4-6     |
| 8. | 17 июля 2006    | Амерсфорт, Нидерланды    | Грунт    | Новак Джокович      | 6-7(5) 4-6  |
| 9. | 29 января 2007  | Винья-дель-Мар, Чили (2) | Грунт    | Луис Орна           | 5-7 3-6     |

### Финалы Олимпийских турниров в парном разряде (1)

#### Победы (1)
| №  | Год  | Турнир        | Покрытие | Партнёр           | Соперники в финале           | Счёт                   |
| 1. | 2004 | Афины, Греция | Хард     | Фернандо Гонсалес | Николас Кифер Райнер Шуттлер | 6-2 4-6 3-6 7-6(7) 6-4 |

### Финалы турнировATPв парном разряде (3)

#### Победы (1)
| №  | Дата            | Турнир    | Покрытие | Партнёр           | Соперники в финале           | Счёт                   |
| 1. | 22 августа 2004 | Олимпиада | Хард     | Фернандо Гонсалес | Николас Кифер Райнер Шуттлер | 6-2 4-6 3-6 7-6(7) 6-4 |

#### Поражения (2)
| №  | Дата         | Турнир                | Покрытие | Партнёр           | Соперники в финале      | Счёт    |
| 1. | 1 марта 2004 | Акапулько, Мексика    | Грунт    | Хуан Игнасио Чела | Боб Брайан Майк Брайан  | 2-6 3-6 |
| 2. | 18 июля 2005 | Амерсфорт, Нидерланды | Грунт    | Фернандо Гонсалес | Мартин Гарсия Луис Орна | 4-6 4-6 |

### Финалы командных турниров (2)

#### Победы (2)
| №  | Год  | Турнир                   | Команда                                 | Соперник в финале                                          | Счёт |
| 1. | 2003 | Командный Кубок мира     | Чили · М. Риос, Ф. Гонсалес, Н. Массу   | Чехия · И. Новак, Р. Штепанек                              | 2-1  |
| 2. | 2004 | Командный Кубок мира (2) | Чили · А. Гарсия, Ф. Гонсалес, Н. Массу | Австралия · У. Артурс, М. Филиппуссис, П. Хенли, Л. Хьюитт | 2-1  |

## История выступлений на турнирах
| Турнир                       | 1998          | 1999          | 2000  | 2001          | 2002          | 2003          | 2004  | 2005          | 2006          | 2007          | 2008  | 2009          | 2010          | 2011          | Итог   | В/П за карьеру |
| ---------------------------- | ------------- | ------------- | ----- | ------------- | ------------- | ------------- | ----- | ------------- | ------------- | ------------- | ----- | ------------- | ------------- | ------------- | ------ | -------------- |
| Турниры Большого шлема       |               |               |       |               |               |               |       |               |               |               |       |               |               |               |        |                |
| Открытый чемпионат Австралии | -             | -             | -     | 1Р            | 1Р            | -             | 1Р    | 2Р            | 1Р            | 1Р            | 1Р    | 1Р            | -             | К             | 0 / 8  | 1-8            |
| Открытый чемпионат Франции   | -             | К             | 2Р    | 1Р            | -             | 2Р            | 3Р    | 1Р            | 3Р            | 2Р            | К     | 2Р            | 1Р            | К             | 0 / 9  | 8-9            |
| Уимблдон                     | -             | -             | 1Р    | 3Р            | 1Р            | 2Р            | 1Р    | 2Р            | 1Р            | 1Р            | -     | -             | 1Р            | -             | 0 / 9  | 4-9            |
| Открытый чемпионат США       | -             | K             | 1Р    | 2Р            | 3Р            | 3Р            | 2Р    | 4Р            | 2Р            | 1Р            | K     | 1Р            | -             | -             | 0 / 9  | 9-9            |
| Итог                         | 0 / 0         | 0 / 0         | 0 / 3 | 0 / 4         | 0 / 3         | 0 / 3         | 0 / 4 | 0 / 4         | 0 / 4         | 0 / 4         | 0 / 1 | 0 / 3         | 0 / 2         | 0 / 0         | 0 / 35 |                |
| В/П в сезоне                 | 0-0           | 0-0           | 1-3   | 3-4           | 2-3           | 4-3           | 3-4   | 4-4           | 3-4           | 1-4           | 0-1   | 1-3           | 0-2           | 0-0           |        | 22-35          |
| Олимпийские игры             |               |               |       |               |               |               |       |               |               |               |       |               |               |               |        |                |
| Летняя олимпиада             | Не проводился | Не проводился | 2Р    | Не проводился | Не проводился | Не проводился | I     | Не проводился | Не проводился | Не проводился | 2Р    | Не проводился | Не проводился | Не проводился | 1 / 3  | 8-2            |
| Турниры ATP Мастерс          |               |               |       |               |               |               |       |               |               |               |       |               |               |               |        |                |
| Индиан-Уэллc                 | К             | -             | К     | 2Р            | -             | К             | 2Р    | -             | 2Р            | 1Р            | 2Р    | 2Р            | -             | -             | 0 / 6  | 4-6            |
| Майами                       | К             | -             | 2Р    | 1Р            | -             | 3Р            | 2Р    | -             | 3Р            | 1Р            | К     | 3Р            | 1Р            | К             | 0 / 8  | 7-8            |
| Монте-Карло                  | -             | -             | -     | К             | 2Р            | -             | 3Р    | -             | 1Р            | 2Р            | -     | К             | -             | -             | 0 / 4  | 4-4            |
| Гамбург                      | -             | -             | -     | -             | -             | К             | 1Р    | 2Р            | 1Р            | 1Р            | -     | Не Мастерс    | Не Мастерс    | Не Мастерс    | 0 / 4  | 1-4            |
| Рим                          | -             | -             | -     | -             | -             | 1Р            | 1/4   | 2Р            | 1Р            | 3Р            | -     | К             | -             | -             | 0 / 5  | 6-5            |
| Торонто/Монреаль             | -             | -             | -     | -             | -             | 1Р            | 1Р    | 1Р            | 1Р            | -             | -     | -             | -             | -             | 0 / 4  | 0-4            |
| Цинциннати                   | -             | -             | -     | -             | -             | К             | 1Р    | 1Р            | 1Р            | -             | -     | -             | -             | -             | 0 / 3  | 0-3            |
| Штутгарт/Мадрид              | -             | -             | -     | 1Р            | К             | Ф             | 2Р    | 1Р            | 2Р            | К             | -     | К             | -             | -             | 0 / 5  | 6-5            |
| Париж                        | -             | -             | К     | К             | -             | 3Р            | 3Р    | 1Р            | 1Р            | К             | -     | -             | -             | -             | 0 / 4  | 2-4            |
| Статистика за карьеру        |               |               |       |               |               |               |       |               |               |               |       |               |               |               |        |                |
| Проведено финалов            | 0             | 0             | 1     | 1             | 1             | 5             | 2     | 0             | 4             | 1             | 0     | 0             | 0             | 0             |        | 15             |
| Выиграно турниров            | 0             | 0             | 0     | 0             | 1             | 2             | 2     | 0             | 1             | 0             | 0     | 0             | 0             | 0             |        | 6              |
| В/П: всего                   | 2-2           | 4-2           | 26-25 | 23-28         | 29-19         | 36-20         | 42-28 | 18-22         | 38-27         | 17-26         | 9-12  | 9-12          | 4-8           | 0-3           |        | 257-238        |
| Σ % побед                    | 50 %          | 67 %          | 51 %  | 45 %          | 60 %          | 64 %          | 60 %  | 45 %          | 58 %          | 40 %          | 43 %  | 43 %          | 33 %          | 0 %           |        | 52 %           |

К — проигрыш в квалификационном турнире.